# Laurus novocanariensis
Лавр новаканарський (Laurus novocanariensis) — вічнозелений великий чагарник або дерево з ароматними, блискучими темно-зеленими листками. Належать до роду Laurus вічнозелених дерев родини лаврових (Lauraceae). При сприятливих умовах дерево виростає від 3 до 20 метрів у висоту. Він родом з Канарських островів.
| Листок дуба | Це незавершена стаття з ботаніки. Ви можете допомогти проєкту, виправивши або дописавши її. |